# Московское (Костанайская область)
Московское (каз. Мәскеу) — село в Костанайском районе Костанайской области Казахстана. Административный центр Московского сельского округа. Находится примерно в 37 км к северо-западу от центра города Костаная. Код КАТО — 395449100.

## Население
В 1999 году население села составляло 2329 человек (1139 мужчин и 1190 женщин). По данным переписи 2009 года, в селе проживало 1929 человек (957 мужчин и 972 женщины).